# عثمان بن أبي شيبة
أبو الحسن عثمان بن محمد بن القاضي أبي شيبة إبراهيم بن عثمان بن خُواستَى العبسي هو إمام حافظ مفسر من الكوفة، صاحب التصانيف، وأخو الحافظ أبي بكر. ولد بعد سنة 160 هـ.

## روايته للحديث
حدّث عن: شريك، وأبي الأحوص، وجرير بن عبد الحميد، وهشيم بن بشير، وسفيان بن عيينة، وحميد بن عبد الرحمن، وطلحة بن يحيى الزرقي، وعبد الله بن المبارك، وعلي بن مسهر، وعبدة بن سليمان، وإسماعيل ابن علية، وأبي معاوية، ووكيع، وابن فضيل، ويحيى بن آدم، وعفان، وأبي نعيم، ويزيد بن هارون، وعباد بن العوام، وعلي بن هاشم البريدي، وخلق كثير.
حدث عنه: البخاري، ومسلم، واحتجا به في كتابيهما، وأبو داود، ومحمد بن ماجه في «سننهما»، وأبو حاتم، والفسوي، وإبراهيم الحربي، وإبراهيم بن أبي طالب، وبقي بن مخلد، وعبد الله بن أحمد، وأبو بكر أحمد بن علي المروزي، وزكريا خياط السنة، وأبو يعلى، والفريابي، والبغوي، وأحمد بن الحسن الصوفي، وولده الحافظ محمد بن عثمان، ومطين، وغيرهم.
أخبرنا عبد الحافظ، ويوسف الحجار، قالا: أخبرنا موسى بن عبد القادر، أخبرنا سعيد بن البناء، أخبرنا علي بن أحمد، أخبرنا محمد بن عبد الرحمن، حدثنا عبد الله بن محمد، حدثنا عثمان بن أبي شيبة، حدثنا ابن إدريس وجرير عن الأعمش، عن أبي سفيان، عن جابر، قال: قال رسول الله ﷺ: إن في الليل ساعة لا يوافقها رجل مسلم، يسأل الله فيها خيراً إلا أعطاه إياه، وذلك كل ليلة أخرجه مسلم عن عثمان.

## قيل عنه
- سئل عنه أحمد بن حنبل، فأثنى عليه، وقال: «ما علمت إلا خيراً».
- قال يحيى بن معين: «ثقة مأمون».

قلت: لا ريب أنه كان حافظا متقنا، وقد تفرد في سعة علمه به بخبرين منكرين عن جرير الضبي ذكرتهما في كتاب «ميزان الاعتدال». غضب أحمد بن حنبل منه لكونه حدث بهما. وهو مع ثقته صاحب دعابة حتى فيما يتصحف من القرآن العظيم، سامحه الله.
- قال إبراهيم بن أبي طالب: «جئته فقال لي: إلى متى لا يموت إسحاق بن راهويه؟ فقلت له: شيخ مثلك يتمنى هذا؟! قال: دعني، فلو مات، لصفا لي جرير بن عبد الحميد. قلت: فما عاش بعد إسحاق سوى خمسة أشهر».
- الدارقطني: أخبرنا أحمد بن كامل، حدثني الحسن بن الحباب، أن عثمان بن أبي شيبة، قرأ عليهم في التفسير: أَلَمْ تَرَ كَيْفَ فَعَلَ رَبُّكَ بِأَصْحَابِ الْفِيلِ فقالها: ألف لام ميم. قلت هو: إما سبق لسان، أو انبساط محرم».
- قال القاضي علي بن محمد بن كاس، حدثنا إبراهيم الخصاف، قال: «قرأ علينا عثمان بن أبي شيبة في التفسير: فَلَمَّا جَهَّزَهُمْ بِجَهَازِهِمْ جَعَلَ السفينة، فنادوا: السقاية فقال: أنا وأخي لا نقرأ لعاصم. وقد أكثر عنه البخاري في «صحيحه». قلت: وكان شيخا لا يخضب، وأخوه أحفظ منه».

## وفاته
توفي عثمان في 3 محرم 239 هـ، وقد قال مطين: